# باکارات

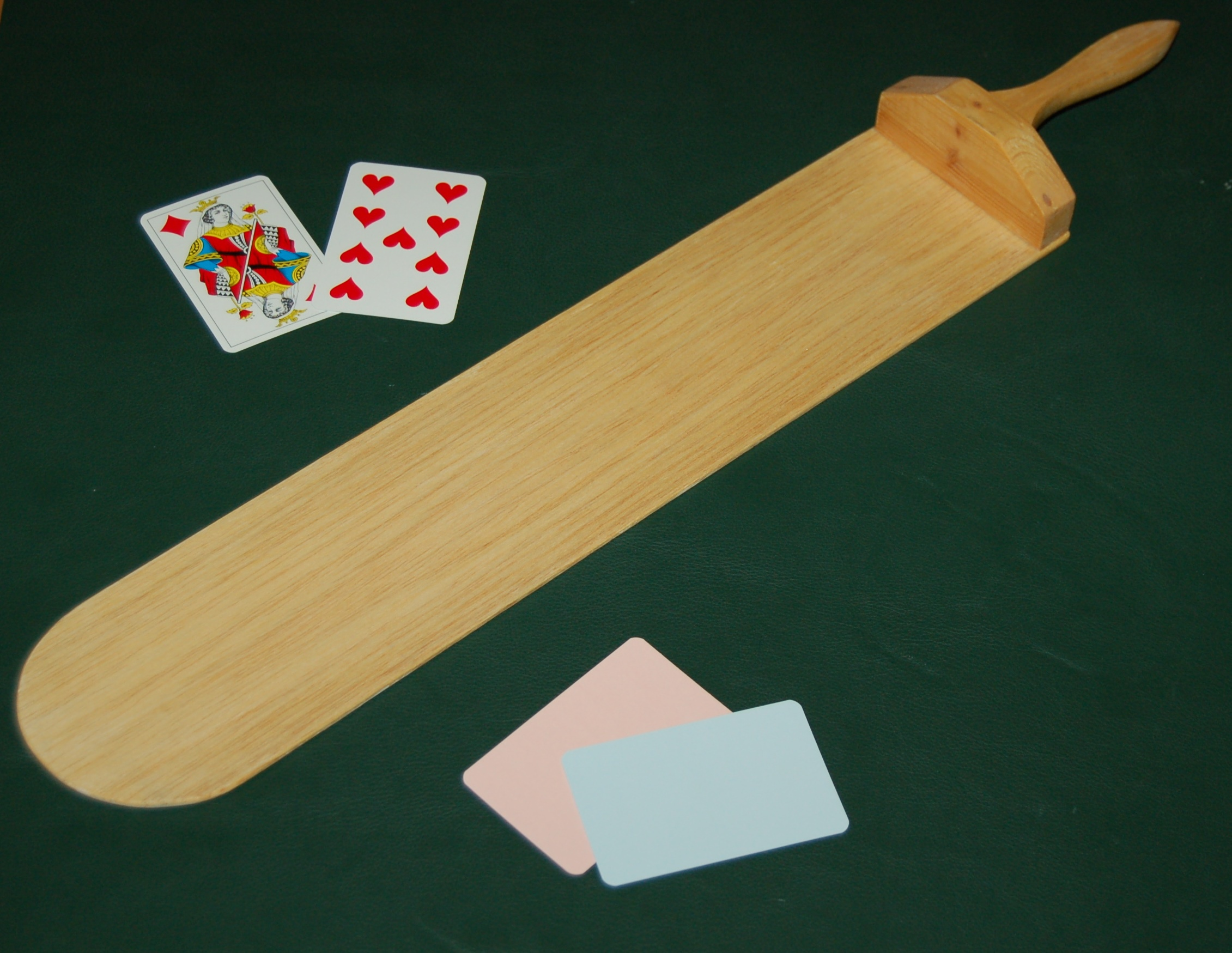
پالت باکارات که توسط متصدی میز برای تحویل کارت‌ها به بازیکنان استفاده می‌شود

بازی باکارات به انگلسی (Baccarat) یکی از بازی‌های کازینویی است که با ورق انجام می‌شود. باکارات در دورهای متعدد صورت می‌گیرد و هر دور آن بیشتر از ۱ دقیقه طول نخواهد کشید.
آغاز این بازی به بیش از ۵۰۰ سال پیش بر می‌گردد؛ به زمان ایتالیا قرون وسطا. این بازی در ابتدا یک بازی کارتی برای کلاس بالای اجتماعی و ثروتمندان و درباریان بود. اما امروزه این بازی در هر کازینو واقعی و آنلاینی وجود دارد.
میز باکارات دارای چند بخش است که ما به عنوان شرکت کننده باید ژتون‌های شرط‌بندی خود را در آنجا قرار دهید. به صورت استاندارد میز باکارات دارای ۳ قسمت کلی است که همان سه حالت اصلی شرط‌بندی است. شما در باکارات می‌توانید روی بازیکن، بانکدار یا حالت برابر شرط‌بندی کنید. روی میز این حالات با قسمت Player, Banker و Tie مشخص شده‌اند.
در باکارات بازیکن فقط باید روی یکی حالت شرط‌بندی کند و دیلر بقیه بازی را به دست خواهد گرفت. هدف از بازی باکارات رسیدن به امتیاز ۹ است. دستی که به عدد ۹ برسد یا نسبت به دیگری امتیاز بیشتری داشته باشد، دست برنده است. امتیازات کارتها هرگز از ۹ بیشتر نخواهد شد برخلاف بازی بلک جک که ممکن است امتیاز شما از ۲۱ بیشتر شده و بازنده شوید.

## امتیاز کارت‌ها در باکارات
همان‌طور که گفته شد، باکارات نام خود را از زبان ایتالیایی گرفته‌است. این نام به معنای صفر است و دلیل آن امتیاز ۰ کارتها ۱۰، شاه، بی بی و سرباز است؛ بنابراین کارتهای بازی باکارات به این صورت امتیاز دهی می‌شوند.
- کارت آس (تک): امتیاز ۱
- کارت‌های ۲ تا ۹: امتیاز برابر عدد روی کارت (۲ تا ۹)
- کارت‌های ۱۰، سرباز، بی بی و شاه: امتیاز ۰

### شروع بازی و تعیین برنده
پس از اینکه بازیکنان شرط خود را قرار دادند، دیلر شروع به گذاشتن کارتها می‌کند. در بازی باکارات ۲ دست کارت داده می‌شود. در هر دست ۱ کارت به بازیکن و ۱ کارت به بانکدار تعلق میگید؛ بنابراین نوع پخش کارتها به این صورت است:
1. کارت اول بازیکن
2. کارت اول بانکدار
3. کارت دوم بازیکن
4. کارت دوم بانکدار